# Phygadeuon pumilus
Phygadeuon pumilus är en stekelart som först beskrevs av Cresson 1864.  Phygadeuon pumilus ingår i släktet Phygadeuon och familjen brokparasitsteklar. Inga underarter finns listade i Catalogue of Life.